# Joost de Brune
Joost de Brune (zestiende eeuw) was burgemeester van Brugge.

## Levensloop
In Brugge behoorden verschillende leden van de familie de Brune tot het bestuur van het Brugse Vrije. In de veertiende en vijftiende eeuw werden de ridders Jacob, Jan, Joos en Lodewijk de Brune vermeld. Ook in de zeventiende eeuw waren er nog schepenen van het Brugse Vrije met de naam de Brune. De verwantschap met Joost de Brune is echter niet zeker.
Het is daarbij ook niet zeker wie de hier behandelde Joost was. Er zijn twee mogelijkheden.
De eerste is Josse de Brune die rond 1470 moet geboren zijn en in 1497 lid werd van de Edele Confrérie van het Heilig Bloed, er in 1530 proost van was en in 1534 overleed.
De tweede is Joost de Brune, zoon van Bavo,  waarschijnlijk in 1501 geboren. Hij trouwde met een niet nader bekende echtgenote en ze hadden in 1535 een zoon, Cornelis genaamd. Aangezien niets meer over Joost de Brune vermeld wordt na 1534, zou het niet onmogelijk zijn dat het om hem ging, hoewel hij toch wat erg jong was toen hij als raadslid in het stadsbestuur ging zetelen en het anderzijds uitzonderlijk zou geweest zijn dat hij een postume zoon kreeg.

## Stadsbestuur
Gedurende een decennium was de Brune actief in het Brugse stadsbestuur, als volgt:
- 1521-1522: eerste raadslid
- 1522-1523: hoofdman van het Sint-Niklaassestendeel
- 1523-1524: eerste raadslid
- 1525-1526: eerste raadslid
- 1526-1527: burgemeester van de schepenen
- 1527-1528: burgemeester van de schepenen
- 1528-1529: burgemeester van de schepenen
- 1529-1530: hoofdman van het Sint-Niklaassestendeel
- 1530-1531: burgemeester van de schepenen
- 1531-1532: hoofdman van het Sint-Niklaassestendeel
- 1532-1533: eerste schepen
- 1533-1534: hoofdman van het Sint-Niklaassestendeel

## Bron
- Stadsarchief Brugge, Register van de Wetsvernieuwingen.